# Comitè Olímpic Estonià
El Comitè Olímpic Estonià (en estonià Eesti Olümpiakomitee) és el comitè olímpic nacional responsable de la particiacio d’Estònia als Jocs Olímpics. La seu està a Tallinn.

## Història
La Federació Estoniana d’Esports (Eesti Spordi Liit) va prendre la decisió de formar el Comitè Olímpic Estonià al primer Congrés de l'esport estonià celebrat el 30 de novembre de 1919, un any després de la declaració d'independència d’Estònia. Aquesta idea es va materialitzar el 8 de desembre de 1923, quan es va fundar oficialment el comitè olímpic nacional. El primer president de l’EOK va ser el doctor Karl Friedrich Akel.
Entre el 1920 i el 1936, l'equip estonià va poder participar als Jocs Olímpics d’estiu. Després de l’invasió del país per part de la Unió Soviètica el 1940 i la reocupació soviètica el 1944, els esportistes estonians van competir incorporades a les delegacions de la URSS als Jocs Olímpics d’estiu entre 1952 i 1988.
El comitè olímpic nacional va ser rehabilitat el 14 de gener de 1989 després que la Conferència Estoniana dels Esports Olímpics promogués la iniciativa. El mateix dia es van escollir els nous membres del comitè, Arnold Green i Atko Viru. La oficialitat del Comitè Olímpic Estonià es va aprovar a la sessió del Comitè Olímpic Internacional de Berlín el 18 de setembre de 1991, uns mesos després de la independència de la nació. L’11 de novembre de 1991 es feia efectiva la inclusió.
L’any 1992 una delegació del Comitè Olímpic Internacional presidida per Joan Antoni Samaranch va visitar Estònia. Els primers Jocs Olímpics on va competir Estònia després de la seva independència van ser els Jocs Olímpics d’Hivern de 1992, celebrats a Albertville (França).

### Presidents del Comitè Olímpic Estonià[10]
| Etapa       | Nom            |
| ----------- | -------------- |
| 1924 - 1931 | Friedrich Akel |
| 1931 - 1953 | Johan Laidoner |
| 1989 - 1997 | Arnold Green   |
| 1997 - 2001 | Tiit Nuudi     |
| 2001 - 2012 | Mart Siimann   |
| 2012 - 2016 | Neinar Seli    |
| 2016 -      | Urmas Sõõrumaa |